# Реальпе, Эдисон
Эдисон Габриаэль Реальпе Солис (исп. Edison Gabriel Realpe Solís; 13 апреля 1996, Эсмеральдас, Эквадор — 22 декабря 2019) — эквадорский футболист, защитник.

## Клубная карьера
Воспитанник клуба «Ривер Эквадор». В 2015 году был включён в заявку клуба на участие в чемпионате. 25 сентября в матче против «Универсидад Католика» из Кито дебютировал в эквадорской Примере. В 2018 году перешёл в ЛДУ Кито.

## Международная карьера
В 2013 году Реальпе принял участие в юношеском чемпионате Южной Америки в Аргентине. На турнире он сыграл в поединках против команд Аргентины, Венесуэлы и Колумбии.
В 2015 году Реальпе в составе молодёжной сборной Эквадора принял участие в молодёжном чемпионате Южной Америки в Уругвае. На турнире он сыграл в матчах против команд Боливии и Парагвая.

## Титулы и достижения
- Чемпион Эквадора (1): 2018